# Aphelandra golfodulcencis
Aphelandra golfodulcencis  es una especie de  arbusto, perteneciente a la  familia de las  acantáceas. Es originaria de América. 

## Descripción
Son arbustos a árboles pequeños que alcanzan los 1–6 m de alto. Tiene las hojas elípticas a oblanceoladas, de 8.5–30 (–45) cm de largo y 2–8 (–15) cm de ancho, los márgenes enteros o ligeramente undulados; los pecíolos de hasta 1 cm de largo. Espigas de hasta 15 cm de largo, terminales, con brácteas imbricadas, rómbico-ovadas, de 6–13 mm de largo y 4–7 mm de ancho, enteras, la parte media con nectarios con 1–7 glándulas; los sépalos de 6–9 mm de largo, menudamente pubérulos, el posterior angostamente ovado, 3–4 mm de ancho, los anteriores ampliamente lanceolados, de 2–2.5 mm de ancho; corola 60–73 mm de largo, anaranjada a roja; estambres exertos. Frutos claviformes, 17–23 mm de largo, glabros.

## Distribución y hábitat
Es una especie rara, que se encuentra en los sotobosques de bosques primarios y secundarios, en la zona atlántica; a una altitud de 0–200 metros en Nicaragua y Costa Rica.

## Taxonomía
Aphelandra golfodulcencis fue descrita por Lucinda A. McDade y publicado en Annals of the Missouri Botanical Garden 69(2): 405–408, f. 2. 1982[1983].